# Amblypodia rama
Amblypodia rama är en fjärilsart som beskrevs av Vincenz Kollar 1848. Amblypodia rama ingår i släktet Amblypodia och familjen juvelvingar. Inga underarter finns listade i Catalogue of Life.